# Los pasos perdidos (novela)
Los pasos perdidos es una novela del escritor cubano Alejo Carpentier. Esta novela, publicada en 1953, se inscribe perfectamente en el mundo de lo real maravilloso, algo que Carpentier describiera como patrimonio y natural de Latinoamérica. 
Cuenta el viaje a la selva de un apasionado de música que busca el origen de la misma a través de los viejos instrumentos. Le encargan que traiga instrumentos de la selva venezolana. Emprende el viaje con su amante Mouche (su mujer es artista y sus giras le impiden verla a menudo, por lo que se siente frustrado). Durante el viaje, a medida que se interesa por la vida en la selva, conoce a una joven, Rosario, de la que se enamora. Rompe con su amante y se instala a vivir con Rosario en la selva. Conoce también a un buscador de oro que ha creado una ciudad en la selva. Tiene que regresar a la ciudad porque su mujer lo busca. Logra divorciarse y acude otra vez a la selva para reunirse con Rosario, pero se entera de que se ha casado: nunca pensó que iba a regresar a instalarse de verdad con ella. Por lo tanto, regresa a la selva porque es allí donde se siente más conectado consigo mismo.